# مرد مشکل‌ساز (فیلم ۱۹۷۲)
مرد مشکل‌ساز (به انگلیسی: Trouble Man) یک فیلم جنایی و دلهره‌آور آمریکایی در سبک سینمای تجارتی سیاهان محصول سال ۱۹۷۲ به کارگردانی ایوان دیکسون است. در این فیلم رابرت هوکس در نقش «آقای تی»، یک کارآگاه خصوصی سرسخت که تمایل دارد عدالت را به دست خود بگیرد، بازی می‌کند. این فیلم هنوز هم به خاطر موسیقی متنش که توسط ماروین گی نوشته، تهیه و اجرا شده، مورد توجه است.

## ساخت
این فیلم توسط جان دی.اف. بلک، که در نوشتن فیلم‌نامه «شفت» (۱۹۷۱) نیز همکاری داشت، نوشته و تهیه شده است. بلک که برای برنامه‌های تلویزیونی مختلفی مانند جانی استاکاتو نویسندگی کرده بود، امیدوار بود از روندی که آن فیلم ایجاد کرده بود، سود ببرد. این اولین تجربهٔ کارگردانی ایوان دیکسون بود که در سال ۱۹۷۰ پس از تلاش برای تقویت مهارت خود با پرسیدن سوالاتی هنگام بازی در سریال «قهرمانان هوگان»، به کارگردانی روی آورده بود.